# W34 (核弾頭)
W34はアメリカ合衆国が開発した核弾頭。
ロスアラモス国立研究所が開発したものであり、1958年から1962年にかけて3,200発が生産された。アメリカ海軍向けのものであり、Mk101 ルル核爆雷（2,000発）、Mk45 ASTOR魚雷（600発）、Mk105ホットポイント核爆弾(600発)の弾頭として用いられた。なお、Mk101は1971年、Mk45は1976年、Mk105は1965年までに退役している。
インプロージョン方式の強化型核分裂弾頭であり、B28核爆弾のプライマリーと同等のものである。核出力は11kt。サイズは直径17インチ、長さ32インチ、重量311-320ポンドであった。信管は触発のほか、水圧およびレイダウン用遅延信管が準備された。